# Уден (кантон)
Уден (фр. Houdain) — упраздненный кантон во Франции, регион Нор-Па-де-Кале, департамент Па-де-Кале. Входил в состав округа Бетюн.
В состав кантона входили коммуны (население по данным Национального института статистики за 2008 г.):
- Бежен (445 чел.)
- Брюе-ла-Бюисьер (5 230 чел., частично)
- Гошен-ле-Галь (350 чел.)
- Камблен-Шатлен (1 625 чел.)
- Кокур (318 чел.)
- Мений-ле-Рюиц (1 435 чел.)
- Ребрев-Раншикур (1 091 чел.)
- Уден (7 632 чел.)
- Уртон (777 чел.)
- Френикур-ле-Дольман (840 чел.)
- Эрмен (213 чел.)
- Эстре-Коши (375 чел.)

## Экономика
Структура занятости населения:
- сельское хозяйство — 6,6 %
- промышленность — 9,9 %
- строительство — 7,7 %
- торговля, транспорт и сфера услуг — 36,5 %
- государственные и муниципальные службы — 39,2 %

## Политика
На президентских выборах 2012 г. жители кантона отдали Франсуа Олланду в 1-м туре 29,9 % голосов против 25,4 % у Марин Ле Пен и 20,2 % у Николя Саркози, во 2-м туре в кантоне победил Олланд, получивший 59,6 % голосов (2007 г. 1 тур: Сеголен Руаяль — 26,9 %, Саркози — 24,3 %; 2 тур: Руаяль — 56,4 %). На выборах в Национальное собрание в 2012 г. по 10-му избирательному округу департамента Па-де-Кале они поддержали действующего депутата, члена Социалистической партии Сержа Жанкена, набравшего 42,2 % голосов в 1-м туре и 63,8 % — во 2-м туре. (2007 г.  Серж Жанкен (СП): 1 тур — 41,6 %, 2 тур — 62,7 %). На региональных выборах 2010 года в 1-м туре победил список социалистов, собравший 36,6 % голосов против 18,8 % у Национального фронта и 13,9 % у списка «правых». Во 2-м туре единый «левый список» с участием социалистов, коммунистов и «зелёных» во главе с Президентом регионального совета Нор-Па-де-Кале Даниэлем Першероном получил 55,0 % голосов, Национальный фронт Марин Ле Пен занял второе место с 24,0 %, а «правый» список во главе с сенатором Валери Летар с 21,0 % финишировал третьим.
|  | Кандидат       | Партия                  | % голосов |
|  | -------------- | ----------------------- | --------- |
|  | Даниель Деваль | Коммунистическая партия | 100,00    |

|  | Кандидат       | Партия                  | % голосов |
|  | -------------- | ----------------------- | --------- |
|  | Даниель Деваль | Коммунистическая партия | 100,00    |